# De Gamlas Hem
De Gamlas Hem är ett före detta ålderdomshem i Tammerfors i det finländska landskapet Birkaland. Byggnaden är i jugendstil och färdigställdes år 1905. Byggnaden inhyser nuförtiden ett musikinstitut. Byggnaden har ritats av arkitekten Birger Federley och fastigheten gränsar till gatorna Kurilankatu, Papinkatu, Eteläpuisto och Koulukatu. Byggnaden är skyddad enligt lag.

## Historia och arkitektur
De Gamlas Hem byggdes av De Gamlas Hem-stiftelsen som hade grundats av delar av den svenskspråkiga befolkningen i Tammerfors. Ursprungligen var byggnaden ett ålderdomshem för äldre svenskspråkiga kvinnor i staden. Tegelbyggnaden i två våningar färdigställdes under sommaren 1905. Det fanns då rum för 23 boende i byggnaden. Även de anställda bodde i huset. Förutom själva byggnaden ritade Federley även en del av dess fasta inredning och möblemang. Byggnaden är omgiven av en trädgård.
Byggnaden användes som ålderdomshem fram till år 1983, då stiftelsen flyttade verksamheten till en ny lokal i staden. I och med flytten till den nya lokalen kunde varje boende ha en egen mindre lägenhet, och det blev även möjligt för män och par att flytta in på ålderdomshemmet. Stiftelsen bedriver ännu 2022 ålderdomshem i de lokalerna från 1983.
År 1982 köpte Tammerfors stad fastigheten där det tidigare ålderdomshemmet låg. Byggnaden reparerades grundligt enligt arkitekten Harry W. Schrecks ritningar för möjliggöra för den att inhysa Birkalands musikinstitut. Musikinstitutet har verkat i byggnaden sedan 1984.
Andra svenskspråkiga ålderdomshem med namnet De Gamlas Hem byggdes också till Uleåborg (1906), Kristinestad (1915) och Björneborg (1922).